# محافظة عفيف
عَفيف هي محافظة من محافظات منطقة الرياض في المملكة العربية السعودية. بلغ عدد سكانها (71,616) نسمة حسب تعداد السعودية 2022.

## سبب التسمية
كان يطلق على المنطقة بشكل عام اسم «عالية نجد» وهي الجزء الغربي المرتفع من هضبة نجد، حيث أنها أكثر ارتفاعا من شرق هضبة نجد حيث يزيد ارتفاعها عن 1000 م فوق سطح البحر.
وكانت هناك بئر جاهلية قديمة جدا تسمى بئر عفيف العود وهي تقع في وادي يشتهر عن غيره من الأودية بكثرة شجر السمر. وبدأ العمران ينتشر بها منذ عام 1350 هـ وسميت المدينة على اسم البئر فأطلق عليها عفيف حتى هذا اليوم. فقد كانت قديماً مركز اجتماع البادية خاصة في فصل الصيف لوجود الآبار والحاجة إلى الماء.(العضياني، 1430 : 19). كما جذبت إليها أفواجا من الزوار والكتاب العرب والأجانب.
وقال المؤرخون أيضا إن سبب التسمية يعود قديما لتواجد إحدى فروع بني ربيعة وهم العفايفه وقد كان منهم الشيخ عبد الرزاق عفيفي الربيعي نائب مفتي المملكة سابقا، والذين هاجروا جميعا منها بعد ذلك.
أما الكتاب العرب فقد ذكرها ياقوت الحموي في كتابه معجم البلدان وقال أن عفيف موضع أنشد فيها ابن الاعرابي بقوله (الحموي، 2007 م 133):
وما أم طفل قد تجمم روقه...تفري به سدرا وطلحا تناسقه
بأسفل غلان العفيف مقيلها...أراك وسدر قد تحضر وارقه

## التاريخ
بلدة عفيف تأسست إثر فتح الملك عبد العزيز آل سعود للحجاز كمركز لتزويد السيارات بالوقود. فهي المرحلة الثانية إذا ساروا من الدوادمي ثم أخذت تنمو تدريجياً نمواً بطيئاً ولم تعمر بالمباني والبيوت السكنية إلا في عام 1363 هـ، حيث توافد إليها السكان من ضرية ومسكة ومن قرى القصيم فأخذوا يعمرون البيوت والدكاكين وقامت فيها سوق تجارية ويذكر أن الملك عبد العزيز قد أصدر أمراً بإنشاء عدة محطات لتزويد السيارات الحكومية بالبنزين في الدوادمي وعفيف والمويه وقد أنشئت هذه المحطات في عام 1359 ه وكانت تعمل يدوياً عن طريق براميل يعبأ منها التنك.

## الموقع
تقع مدينة عفيف في وسط هضبة نجد على خط عرض 23 درجة و54 دقيقة و36 ثانية شمالاً وخط طول 42 درجة، 55 دقيقة و13 ثانية شرقاً وهي تقع على خط الرياض مكة (القديم) والذي له أكبر الأثر في ازدهار الحركة التجارية في المدينة وهي تبعد عن الرياض حوالي 500 كم تقريباً وعن مكة المكرمة 500 كم تقريباً وهي تقع في وسط المملكة.

## السكان
بلغ عدد سكان محافظة عفيف (71,616) نسمة حسب تعداد السعودية 2022، عدد السعوديين (56,551) نسمة، وعدد غير السعوديين (15,065) نسمة.

## القرى والمراكز التابعة لها
يتبع لعفيف عدد كبير من المراكز والقرى. منها:
- فرعة الرميثي
- العيدانيه
- الذيبيه
- الصقرة
- أبو عشره
- خضرا
- الهويديه
- (حبره)
- مركز وبرة
- فايزة
- مشرفة غثاه
- المنيفيه (هجرة السلات)
- هجرة عمره
- مركز ام سرحة
- المجهوليه
- هجرة إعبلية
- قرية الصياهد (ابوحريبه)
- المصيفقية
- العلا
- بدائع العضيان
- الصالحية
- المعلق
- مركز الجمّانيه
- بديدة
- المعرج
- قليشة
- عبلاء
- البرزة الهذلان
- اللنسيات
- الخضارة
- الغرابة
- هجرة المقر (مقر النعام)
- حصينة
- الجميماء
- الحوميات
- فيضة عفيف
- الرويعيه
- حشاشة
- البادرية
- الخالدية
- بيضاء أنثيل
- فايزة
- مركز العسيبي
- صاهد الشبرم
- الحفاير
- ابرقية
- الهميج
- الروضة
- مركز الحمادة
- بطين عريق الدسم
- الكفية
- الكفيفية
- روضة عسعس
- منازل آل صهيب
- المردمة
- الهرانية
- الحنابج
- المنصورة
- بطاحة (بدايع الحباجين)
- محامة بن مصوي
- محامة بن زريبة
- محامة العقالية
- المكلاة
- أبو سليم
- الجثوم
- صوية
- أم أرطى
- الأشعرية
- مشرفـة عسـعس
- فيضة نومان
- عفيفة
- الشامانية
- المجهولية
- بديدة المورقية
- منيفة
- العقلة
- أم سرحة
- الخبراء
- الشيحية
- الشواطن
- المجهلية
- المحسنيه
- الحموديه
- الظاهريه
- بدائع قرينيسات [6]
- السايرية
- الصايلية
- هجرة الخليفية
- أبو طليح
- هجرة عمرة

## الموقع الجغرافي
مساحة المحافظة الإدارية أكثر من 26810 ألف كم2. وتعد مدينة عفيف المركز الإداري لمحافظة عفيف لتوسطها لعدد كبير من القرى والهجر والتي تبلغ حوالي 168 قرية وهجرة.

### الجوانب البيئية والطبيعية
يحيط بالمدينة سلسلة من الجبال شمالاً (جبل أصفر عفيف) وجنوباً (جبل الأطوله) وارتفاعها عن سطح البحر يتراوح من 1050 م إلى 1200م، وصخورها رسوبية وتربتها رملية ولا يوجد بها ماء لوقوعها في الدرع العربي. وأقرب مصدر للمياه يزيد على 70 كم والصالحة للشرب يزيد على 100 كم، كما يوجد بعض الروافد التي تغذي وادي الرمة مثل وادي الجرير الذي يبعد عن مدينة عفيف 80 كيلو متر شمالاً ووادي الشبرم الذي يبعد عن مدينة عفيف 22 كيلو متر غربً.

## المناخ
مناخ قاري حار صيفاً تصل درجة الحرارة فيه إلى 50 درجة وبارد شتاءً تصل درجة الحرارة إلى 3 درجات وذلك لوقوعها في وسط هضبة نجد.

## تطور الكتلة العمرانية
بدأت محافظة عفيف كغيرها من قرى البادية بتجمعات سكانية بسيطة حول الآبار ومصادر المياه (بئر عفيف العود) ومراعي الماشية، ثم ما لبثت أن تطورت وأصبحت بؤرة اجتماعية واقتصادية خصوصا بعد زيارة الملك عبد العزيز للبلدة وصعوده الطائرة لأول مرة بالمملكة من منطقة لا زالت تسمى (مطار عفيف) حتى يومنا هذا، فاشتهرت البلدة وانتعشت وزادت مساحتها العمرانية في جميع الاتجاهات وازدادت طولا في الجانبين الشرقي والغربي لامتدادها على خط إقليمي يربط الرياض بالطائف (خط الحجاز القديم).

## مجتمع عفيف
استقر في عفيف بعد إنشاء محطة الوقود التي أمر فيها الملك عبد العزيز عام ١٣٦١ هجري أسر قليلة، ثم مع التطور العمراني وازدهار الاقتصاد فيها، كثرت الأسر التي استقرت في عفيف.
1. حاضرةٌ من ضريّة ومسكة والرس. هم الأوائل الذين ساهموا في نشأة البلدة، وهم أسرٌ من قبائل آل كثير، العجمان، بني تميم، بني هاجر، شمر، عنزة، بني خالد، حرب.
2. باديةٌ استقرت من قبائل عتيبة، مطير. وهم الأكثر في عفيف.

## المعالم الأثرية والسياحية
| الاسم                  | المكان            |
| جبل قرنين              | العيدانيه         |
| جبل المردمة            | مركز المردمة      |
| دار المردمة            | مركز دارة المردمة |
| جبل أبو قبعة           | قرية الهرانية     |
| آبار ملاوي             | مركز الحنابج      |
| أم القلات              | مركز الحنابج      |
| ضلع أبو خشيم           | مركز الحنابج      |
| برك العوجاء            | قرية العوجاء      |
| ضلع محدي               | قرية العوجاء      |
| حشة الجعير             | مركز الحمادة      |
| ريع الذئب              | مركز الأشعرية     |
| أم قبعة                | مركز الأشعرية     |
| أبو نمص                | مركز الأشعرية     |
| آبار ظفرة              | قرية ظفرة         |
| جبل كف                 | قرية العوجاء      |
| بركة الأبرقان          | قرية صوية         |
| درعه                   | قرية درعه         |
| صاهد الشبرم            | قرية صاهد الشبرم  |
| الحاضرية               | قرية الحاضرية     |
| بركة زبيدة             | مركز الصقرة       |
| مدرسة الفيصلية القديمة | مركز الحنابج      |
| البريكة (فجلة)         | مركز الخضارة      |
| آبار الصفويه           | مركز الصفويه      |